# Simon Buysse
Simon Buysse (Brugge, 25 augustus 1997) is een Belgisch basketballer. Hij komt uit voor BC Oostende.

## Carrière

### Club
Buysse speelde twee seizoenen voor Belfius Mons-Hainaut. Okapi Aalst. In 2017 trok hij naar regerend landskampioen BC Oostende, waarmee hij in zijn eerste seizoen landskampioen werd. In 2018 speelde hij één seizoen voor Okapi Aalst. In juli 2020 verlengde hij zijn contract bij Oostende met vijf seizoenen.

### Nationaal team
In februari 2020 werd Buysse voor het eerst opgeroepen voor de Belgian Lions.

## Erelijst
- Belgisch landskampioen: 2020, 2021, 2022, 2023, 2024, 2025
- Belgische bekerwinnaar: 2021, 2025
- BNXT League-kampioen: 2024